# Liste des maires du Vigan (Gard)
Pour les articles homonymes, voir Le Vigan.
Ce tableau reprend l'ensemble des maires du Vigan, chef-lieu d'arrondissement du Gard (France), ou des personnes qui ont exercé à titre provisoire la fonction de maire, depuis février 1790. La première femme de l'histoire à être maire de la commune, Sylvie Arnal, a été élue le 23 mai 2020.

## Liste des maires

### Liste des maires de laRévolution françaiseà laLibération
| Période          | Période          | Identité                                                 | Étiquette    | Qualité                                                                              |
| ---------------- | ---------------- | -------------------------------------------------------- | ------------ | ------------------------------------------------------------------------------------ |
| 10 février 1790  | 11 mars 1790     | Henri Quatrefages de La Roquette                         |              | démissionnaire                                                                       |
| 11 mars 1790     | 17 novembre 1790 | Louis Alexandre d'Albignac                               | « patriote » | baron, général                                                                       |
| 18 décembre 1791 | 12 avril 1794    | Henri Quatrefages de La Roquette                         |              |                                                                                      |
| 12 avril 1794    | 30 avril 1795    | J. Montet                                                |              |                                                                                      |
| 30 avril 1795    | 1795             | J.-G. Boyer                                              |              |                                                                                      |
| 1795             | 1796             | Louis-Marthe Gendre                                      |              |                                                                                      |
| 1796             | 1797             | L.-G. Barral                                             |              |                                                                                      |
| 1797             | 1798             | Etienne Combet                                           |              |                                                                                      |
| 1798             | 1800             | Jean Deshons                                             |              |                                                                                      |
| 1800             | 1808             | Jean-François Capion-Castillon                           |              |                                                                                      |
| 1808             | 1813             | François Dortet de Tessan                                |              | comte, sous-préfet de Lodève puis du Vigan, président du Conseil général (1815-1821) |
| 1813             | 1815             | Louis Saubert de Larcy                                   |              | baron                                                                                |
| 1815             | 1815             | Jacques Séverac                                          |              | colonel                                                                              |
| 1815             | 1817             | François-Clément d'Assas (1769-1831)                     |              | comte, capitaine de frégate de la Marine Royale, conseiller général du Gard          |
| 1817             | 1819             | François-Michel-Ferdinand Petyst de Montfort (1781-1856) |              | comte                                                                                |
| 1819             | 1825             | François Brouzet                                         |              |                                                                                      |
| 1825             | 1830             | Louis-Philippe Liron d'Ayrolles                          |              | comte                                                                                |
| 1830             | 1832             | David Anthouard                                          |              |                                                                                      |
| 1832             | 1841             | Henri-Louis-Marthe Gendre                                |              |                                                                                      |
| 1841             | 1848             | Charles Bastié de Bez de Villars                         |              | baron                                                                                |
| 1848             | 1848             | François Barafort                                        |              |                                                                                      |
| 1848             | 1852             | Philippe Dortet de Tessan (1797-1865)                    |              | comte                                                                                |
| 1852             | 1856             | Antoine Amat                                             |              |                                                                                      |
| 1856             | 1860             | Henri Gendre                                             |              |                                                                                      |
| 1860             | 1863             | David Anthouard                                          |              |                                                                                      |
| 1863             | 1868             | Virgile Berthézenne                                      |              |                                                                                      |
| 1868             | 1870             | Charles Pelon                                            |              |                                                                                      |
| 1870             | 1871             | Florent Anthouard                                        |              |                                                                                      |
| 1871             | 1871             | Benjamin Annat                                           |              |                                                                                      |
| 1871             | 1874             | Charles de Lajudie (1841-1920)                           |              | vicomte                                                                              |
| 1874             | 1875             | Benjamin Annat                                           |              |                                                                                      |
| 1875             | 1881             | Ulysse Angleviel                                         |              |                                                                                      |
| 1881             | 1892             | Hippolyte Baumier-Gay                                    |              |                                                                                      |
| 1892             | 1895             | Albert Gay                                               |              |                                                                                      |
| 1895             | 1896             | Benjamin Salze                                           |              |                                                                                      |
| 1896             | 1904             | Albert Gay                                               |              |                                                                                      |
| 1904             | 1904             | Paul Anthouard                                           |              |                                                                                      |
| 1904             | 1906             | Camille Chante                                           |              |                                                                                      |
| 1906             | 1925             | Albert Gay                                               |              |                                                                                      |
| 1925             | 1929             | L. Mounié                                                |              |                                                                                      |
| 1929             | 1936             | Albert Gay                                               |              |                                                                                      |
| 1936             | 1944             | Albert Brun                                              | Conservateur |                                                                                      |

### Liste des maires depuis la Libération
| Période   | Période   | Identité        | Étiquette | Qualité |
| --------- | --------- | --------------- | --------- | --- |
| août 1944 | 1949      | Jules Bessières |           | Conseiller général du canton du Vigan (1945-1949) |
| 1949      | 1952      | Ismaël Dupont   |           | |
| 1952      | 1969      | André Bastide   | DVD       | Conseiller général du canton du Vigan (1955-1973) |
| 1969      | 1977      | René Boissière  |           | |
| mars 1977 | mars 2001 | Alain Journet   | PS        | Député de la 5e circonscription du Gard (1981-1993) Conseiller général du canton du Vigan (1973-2004) Président du Conseil général du Gard (1994-2001) Sénateur du Gard (1998-2008) |
| mars 2001 | mars 2008 | Thierry Bourrié | PS        | Président de la Communauté de communes du Pays viganais (jusqu'en 2008) |
| mars 2008 | mai 2020  | Éric Doulcier   | app. EELV | Conseiller général du canton du Vigan (2011-2015) |
| mai 2020  | En cours  | Sylvie Arnal    | app. DVG  | Commerçante Première adjointe (2014-2020), adjointe (2008-2014) |